# Siergiej Timoszkow
Siergiej Prokofjewicz Timoszkow (ros. Сергей Прокофьевич Тимошков; ur. 6 października?/18 października 1895 we wsi Zimnicy w guberni smoleńskiej, zm. 4 maja 1972 w Moskwie) – radziecki wojskowy, generał major.

## Życiorys
Od maja 1915 do lutego 1918 służył w rosyjskiej armii (dosłużył się w niej stopnia porucznika), w 1916 skończył Wileńską Szkołę Wojskową z tymczasową siedzibą w Połtawie. Od lutego 1918 do kwietnia 1919 dowodził oddziałem i pułkiem w Turkiestańskiej ASRR, od kwietnia do lipca 1919 był p.o. pomocnika dowódcy wojsk Frontu Zakaspijskiego Armii Czerwonej, a od lipca do 22 listopada 1919 dowódcą wojsk Frontu Zakaspijskiego, od 1919 należał do RKP(b).
Od 22 listopada do grudnia 1919 dowodził wojskami Zakaspijskiej Grupy Wojsk Frontu Turkiestańskiego, od 15 grudnia 1919 do 21 marca 1920 1 Turkiestańską Dywizją Piechoty Frontu Turkiestańskiego i był szefem Zarządu ds. Formowania 1 Armii Frontu Turkiestańskiego, 1920–1921 dowodził wojskami obwodu zakaspijskiego/turkmeńskiego, a od września 1921 do lipca 1922 1 Turkiestańską Dywizją Piechoty Frontu Turkiestańskiego. Od 1922 do listopada 1924 był komisarzem wojskowym (wojenkomem) obwodu turkmeńskiego, od 30 października 1924 do 14 lutego 1925 członkiem Biura Organizacyjnego Komunistycznej Partii Turkmenistanu i jednocześnie od 5 listopada 1924 do 15 lutego 1925 członkiem Komitetu Rewolucyjnego Turkmeńskiej SRR i od listopada 1924 do października 1926 komisarzem Turkmeńskiej SRR i zastępcą pełnomocnika Rady Wojskowo-Rewolucyjnego ZSRR przy Radzie Komisarzy Ludowych Turkmeńskiej SRR. Od października 1926 do maja 1930 był dowódcą i komisarzem 31 Dywizji Strzeleckiej, od maja 1930 do sierpnia 1941 starszym wykładowcą katedry historii wojskowości, taktyki ogólnej i historii wojny domowej i Armii Czerwonej Akademii Wojskowej im. Frunzego, 5 grudnia 1935 otrzymał stopień kombryga, a 4 czerwca 1940 generała majora. Do 1937 studiował w Akademii Wojskowej im. Frunzego, potem do 1938 był słuchaczem kursów przy Akademii Sztabu Generalnego.
Od sierpnia 1941 do maja 1942 był pomocnikiem szefa Akademii Wojskowej im. Frunzego, od maja 1942 do października 1943 szefem kursu tej akademii, następnie został skierowany do dyspozycji Rady Wojennej 1. Frontu Ukraińskiego, a w listopadzie 1943 mianowany zastępcą dowódcy 51. Korpusu Strzelców. Od 23 marca do 4 września 1944 dowodził 38 DS, od 28 sierpnia do 21 września 1944 51. Korpusem, od 22 września do 8 października 1944 ponownie 38 DS, a od 8 października do 23 listopada 1944 42 Gwardyjską Dywizją Strzelecką. Od 14 listopada 1944 do 1945 ponownie dowodził 38 DS, od 1945 do grudnia 1946 ponownie pracował w Akademii Wojskowej im. Frunzego. W grudniu 1946 zakończył służbę wojskową.
Został pochowany na Cmentarzu Nowodziewiczym.

## Odznaczenia
- Order Lenina
- Order Czerwonego Sztandaru (dwukrotnie)
- Order Suworowa II klasy
- Order Kutuzowa II klasy
- Order Wojny Ojczyźnianej I klasy
- Order Czerwonego Sztandaru Chorezmskiej Ludowej Republiki Socjalistycznej (30 czerwca 1922)